# Île Nadaade
L’île Nadaade est un îlot de Nouvelle-Calédonie appartenant administrativement à Poum.

## Géographie
Elle se situe en baie d'Harcourt, au sud de l'île Balabio et au nord de l'île Pam.